# 불가리아 구원 국민전선
불가리아 구원 국민전선(불가리아어: Национален фронт за спасение на България)은 2011년 불가리아에서 만들어진 국민보수주의 정당이다.